# Липовка (Сергиевский район)
 Липовка — село в Сергиевском районе Самарской области, административный центр сельского поселения Липовка. 

## География
Находится на расстоянии примерно 18 километров по прямой на север-северо-запад от районного центра села Сергиевск.

## История
Основано в 1703 году.

## Население
Постоянное население составляло 353 человека (русские 85%) в 2002 году, 373 в 2010 году.